# Die Aula

Die Aula (Forum en français), sous-titré Das freiheitliche Magazin (Le Magazine libéral) est un magazine mensuel d'extrême droite autrichien édité par Aula-Verlag. Selon l’Express, c'est « la revue des corporations » (Burschenschaften).
Le premier numéro parut en 1951. Il a été l'organe officiel du parti d'extrême droite FPÖ, jusqu'à ce que la publication d'un article négationniste oblige son leader Jorg Haider à prendre ses distances.

## Auto-positionnement
Se présentant comme « le mensuel politiquement incorrect pour le lecteur politiquement incorrect », Die Aula affirme défendre « le peuple allemand et la communauté culturelle allemande », le droit à l'autodétermination des peuples, la liberté de la science, la vérité dans la recherche et l'enseignement dans l'esprit de la tradition culturelle occidentale, ainsi que le droit et la propriété privée. Le mensuel se considère également comme « l'organe des discussions dans un esprit libre », grâce auquel « de nombreuses voix différentes ont accès la parole ».

## Historique
Au cours de l'affaire des lettres piégées qui eut lieu en Autriche au cours des années 1990, la police mena une enquête sur Die Aula et ses abonnés. Après le quadruple assassinat de Roms dans le Burgenland, en février 1995, le président du FPÖ de l'époque, Jörg Haider, prit ses distances avec le mensuel sous la pression des médias. À cette époque, le vieux dirigeant de la Burschenschaft Brixia, ancien militant du NPD, Herwig Nachtmann, était le rédacteur en chef de Die Aula. En août 1995, Nachtmann fut condamné pour infraction à la loi d'interdiction du national-socialisme en raison de son article publié au milieu de 1994 « Naturgesetze gelten für Nazis und Antifaschisten » (« Les lois de la nature sont valables aussi bien pour les nazis que pour les antifascistes ») où il faisait l'éloge du négationniste Walter Lüftl. Le FPÖ et le Land de Styrie suspendirent alors toute aide financière à Die Aula et l'hebdomadaire Zur Zeit prit en charge le rôle de Die Aula comme organe de presse officieux du FPÖ,.
Otto Scrinzi succéda à Nachtmann comme rédacteur en chef du mensuel, puis Martin Pfeiffer le remplaça au début de l'année 2004.
Une polémique éclate en 2009 lorsque des médias révèlent qu'un hors-série de Die Aula, publié en 1998, comprend un article écrit trois ans plus tôt par le cardinal Joseph Ratzinger pour la revue catholique Communio,. 